# 莫布雷山麓冰川
莫布雷山麓冰川（英語：Moubray Piedmont Glacier），是南極洲的冰川，位於維多利亞地的博克格雷溫克海岸，最終注入穆布賴灣，由新西蘭探險隊命名，現時由南極條約體系管理。